# Nikola Manojlović
Pour les articles homonymes, voir Manojlović.
Nikola Manojlović (en serbe cyrillique : Никола Манојловић ; né le 1er décembre 1981 à Belgrade) est un joueur de handball serbe. Il mesure 1,96 mètre et pèse 102 kilos.
Il joue au poste de demi-centre ou d'arrière gauche et évolue depuis 2013 dans le club biélorusse du HC Meshkov Brest. Il joue également dans l'équipe nationale de Serbie.

## Palmarès
- Championnat d'Europe
  -  Médaille d'argent Championnat d'Europe 2012,  Serbie